# 虐待兒童
虐待兒童，簡稱虐兒、虐童，是指對兒童的虐待，也是家庭暴力的一種。
虐待兒童會對兒童的生理和心理都造成嚴重的創傷；不僅如此，虐待兒童也會造成社會製造沉重的經濟負擔，美國的一項研究指出，平均而言，每個受到非致死性虐待的兒童，終其一生，會給社會造成210,012美元（2010年幣值）至830,928美元（2015年幣值）的成本；而每個受到致死性虐待的兒童，終其一生，會給社會造成130萬美元至1660萬美元的成本。

## 種類
截至2006年，世界卫生组织（WHO）将儿童虐待分为四种类型：身体虐待、性虐待、情感（或心理）虐待和忽视。

### 身体虐待

#### 定义和表现
身体虐待是指对儿童造成身体伤害的行为，包括打、踢、摇、投、毒、烧、烫、溺、窒息、綑綁等。身体虐待可能导致儿童出现淤青、骨折、割伤、疾病甚至死亡。身体虐待不仅对儿童的身体造成伤害，也对儿童的心理造成创伤。

#### 危险因素
身体虐待的发生与多种因素有关，包括父母的个人历史、心理状态、教养方式、应对压力的能力、社会经济状况、家庭暴力、社会支持等。一般来说，身体虐待的父母往往有以下特点：在童年时期遭受过身体虐待或拒绝，缺乏安全依恋；有抑郁、人格障碍、酗酒或吸毒的问题；对儿童有不切实际的期望和严厉的惩罚；对儿童的需求和情感表达不敏感或反感；容易产生敌意的归因偏见和认知扭曲；缺乏同理心和情绪调节的能力；经常处于压力、孤立、贫困和冲突的环境中。

#### 影响和后果
身体虐待对儿童的发展和心理健康有严重的负面影响，包括自我概念的低下、情绪的抑制、社会技能的缺乏、学习困难、攻击性和反社会行为、抑郁和焦虑等。為了遮掩傷痕，受虐兒童常無視氣候變化，終年穿著長袖衣褲。施暴者在兒童就醫時，常捏造其外傷發生的原因與病史，以規避責任。身体虐待的儿童也更可能在成年后重复虐待的模式，或者遭受其他形式的虐待和暴力。身体虐待的儿童需要得到及时和有效的干预和治疗，以减轻其创伤，提高其适应能力和生活质量。

#### 预防和干预
身体虐待是一种可以预防和干预的社会问题，需要多方面的合作和努力。一方面，需要加强对身体虐待的法律规制和社会监督，保护儿童的权利和利益，惩罚和教育虐待者，提高公众的意识和责任。另一方面，需要提供多样化的服务和支持，帮助身体虐待的儿童和家庭，包括医疗、心理、教育、社工等。此外，还需要加强对身体虐待的风险评估和早期发现，及时进行干预和治疗，防止虐待的恶化和延续。

#### 争议
施暴者往往聲稱只是在管教小孩。亦有观点认为理論上適當體罰和虐待兒童可以有所區別，因此不應該任意混同、將體罰給無限上綱成虐待兒童；但一些研究發現，所谓“適當體罰”造成的影響，和虐待兒童並無兩樣，也就是說，不論“適當”與否，體罰在實質上等於虐待兒童，這結果為後設分析所支持。而一些國家已全面禁止一切形式的體罰。

### 精神虐待

#### 定义
精神虐待是指父母或照顾者对儿童的敌意、冷漠、拒绝或贬低，损害儿童的自尊、成就感、归属感、发展和幸福感。精神虐待有多种形式，如斥责、恐吓、孤立、利用、忽视、拒绝提供医疗等。

#### 特征
精神虐待的父母或照顾者通常有自己不幸的童年经历，但很少愿意谈及。他们对儿童的依恋行为感到不适和焦虑，因此采取了消极的照顾方式，如不回应、不关心、不赞扬、不安慰、不保护、不尊重儿童的需求和情感。他们也倾向于与外界隔绝，避免与专业人员合作，甚至威胁或恐吓他们。

#### 影响
精神虐待对儿童的身心发展有严重的负面影响。儿童可能会感到恐惧、不快乐、焦虑、抑郁、孤独、自卑、愤怒、反社会、富有攻击性等。他们也可能出现生长迟缓、免疫力低下、学习困难、人际关系障碍等问题。精神虐待还可能影响儿童的大脑发育，导致情绪调节和认知功能受损。

#### 儿童的应对
受精神虐待的儿童为了适应和生存，会发展出一些防御和适应的策略，如避免和抑制依恋行为和负面情绪，以减少被拒绝和伤害的风险；或者表现出顺从或自立的行为，以试图满足父母或照顾者的期望；或者在压力下爆发出愤怒和暴力，以释放内在的紧张和不满。这些策略虽然有助于儿童在短期内保护自己，但也会妨碍他们与他人建立亲密和信任的关系。

### 性虐待

#### 定义和范围
针对儿童的性虐待是指成年人或年龄较大的青少年/儿童对儿童进行任何形式的性活动，包括接触性和非接触性的行为。性虐待的发生率取决于定义的宽泛程度，一些研究发现女孩的被性虐待率高达10%到30%。

#### 施虐者和受害者
施虐者通常是男性，包括父亲、继父、母亲的伴侣、兄弟、祖父、叔叔等亲属，以及家庭的朋友、邻居和保姆等非亲属。性虐待的受害者最多发生在7岁到13岁之间的儿童，但也有高达四分之一的案例涉及五岁以下的儿童。虽然女孩比男孩更容易遭受性虐待，但男孩的受害情况也不容忽视。有些证据表明，男孩受虐的年龄较大，而且施虐者更可能是女性照顾者或家庭以外的人。另外，有残疾的儿童也面临着更高的性虐待风险，尤其是那些住在照看机构或医疗机构的有身体或智力障碍的儿童。

#### 家庭环境特征
此类性虐待发生的家庭往往缺乏凝聚力和稳定性，沟通质量差，情感亲密度低，暴力、酗酒或吸毒等问题频发。性虐待的施虐者通常具有社会技能不足、冲动控制障碍、学习困难、抑郁等特点，而且有相当一部分施虐者自己也有童年期的性虐待或身体虐待的经历。性虐待的施虐者往往通过威胁或贿赂的方式强迫儿童保守秘密，而且随着时间的推移，性虐待的频率和强度往往会增加，使得揭露更加困难。性虐待的受害者在面对亲密关系的同时，也面临着伤害和恐惧，这给他们带来了特别困难的经历和冲突的情感。

#### 对儿童的行为和发展的影响
性虐待对儿童的身体、社会、情感、认知和学业发展都有不利的影响，而且这些影响还受到性虐待的严重程度、持续时间、施虐者的身份、使用的暴力或威胁的方式、家庭的反应等因素的影响。经历性虐待的儿童可能会出现疼痛、羞耻、恐惧、困惑等情绪，以及不恰当的性行为、焦虑、抑郁、攻击性、行为问题、发育迟缓、学习困难、人际关系障碍、自我伤害、解离、创伤后应激障碍等症状。性虐待还可能导致儿童对亲密关系的认识和期待发生扭曲，影响他们与他人建立健康的关系。性虐待的后果可能持续到成年期，表现为低自尊、重复受害、性功能障碍、职业困境、心理疾病、物质滥用等问题。性虐待还可能导致儿童的大脑结构和化学发生长期的改变，影响他们的神经系统和免疫系统的功能。

### 忽视（疏忽）
持有監護權的成人，對於受扶養的未成年親屬，對於其飲食、教育、醫療、衣物、衛生……等基本需求，刻意忽視。特徵是明顯的營養不良、不合身的衣物、學齡兒童未去學校……等。如導致兒童死亡，將涉及刑責。
- 監督疏忽：特點是沒有父母或監護人，可能導致身體傷害，性虐待或犯罪行為
- 身體忽視：特點是未能提供基本的生理必需品，如安全和乾淨的家庭
- 醫療忽視：特點是缺乏提供醫療服務;
- 情緒忽視：缺乏養育，鼓勵和支持;
- 教育忽視：以照顧者缺乏提供教育和額外資源積極參與學校系統為特徵;
- 放棄：當父母或監護人長時間獨自離開孩子而沒有保姆時。

#### 无序性忽视（Disorganized Neglect）

##### 特征
无序性忽视是一种由混乱和不稳定的照顾环境导致的忽视形式，孩子经历了不一致和不可预测的父母反应。父母主要关注自己的感受和需求，对孩子的需求和焦虑不敏感或变化无常。孩子无法建立信任和安全感，也无法发展自我效能和自主性。

##### 影响
这种忽视会对孩子的行为和发展产生负面影响，包括注意力缺陷、情绪不稳、社交困难、学习障碍、冲动性和依赖性。孩子会采用一种强制性的策略，通过夸张和操纵自己的情感来吸引和控制他人的关注和反应。孩子会对自己和他人的价值感到不确定和焦虑，无法建立稳定和满意的关系。

##### 原因
这种忽视通常源于父母自身的童年经历，他们可能也遭受了变化无常和不敏感的照顾，导致他们形成了一种焦虑依恋的模式。他们渴望被爱和重视，但又不相信他人的可靠性和持续性。他们对自己的照顾能力缺乏信心，对孩子的成长和未来缺乏规划。他们的生活充满了混乱、冲突、危机和戏剧性。

##### 干预
这种忽视需要专业的儿童福利工作者的帮助和支持，他们应该尊重和理解父母的感受和需求，同时关注和保护孩子的利益和权利。他们应该帮助父母建立更稳定和一致的照顾行为，提高他们的自尊和自我效能，增强他们的应对和解决问题的能力。他们还应该帮助孩子建立更安全和自信的自我形象，提高他们的认知和社交技能，培养他们的自主性和责任感。

#### 冷漠性忽视（Depressed neglect）

##### 定义
冷漠性忽视是一种忽视儿童的基本需求和情感信号的行为，导致儿童发育受损。这种行为通常源于父母的抑郁、无力、无望和无兴趣，以及贫困和创伤的历史。

##### 特征
- 父母的行为：父母对儿童的需求和痛苦无动于衷，缺乏关心和响应。父母没有给予儿童温暖和活泼的情感交流。父母只提供最低限度的基本护理，如食物、衣物和住所，但往往是随意和不卫生的。父母没有给予儿童足够的监督和保护，让儿童面临各种危险。
- 儿童的行为：儿童表现出沮丧、消极、无趣和无力的状态。儿童缺乏好奇心和探索欲，不与他人互动和玩耍。儿童往往落后于同龄人的学习和发展，有可能营养不良和生病。儿童没有自尊和自信，也没有解决问题和应对挑战的能力。[10]

##### 影响
冷漠性忽视对儿童的影响是深远和持久的，包括：
- 心理发展：儿童在缺乏心理刺激和互动的环境中，难以形成健康和完整的自我认知和社会认知。儿童无法理解自己和他人的思想、感受和行为之间的关系，也无法建立有效的沟通和共情的能力。儿童可能出现认知障碍、情绪障碍、人格障碍等心理问题。
- 社会适应：儿童在缺乏关爱和支持的环境中，难以形成安全和稳定的依恋关系。儿童可能对他人缺乏信任和依赖，也缺乏社会技能和规范。儿童可能在学校和社区中遭受孤立和歧视，也可能出现反社会和暴力的行为。[10]

#### 严重剥夺与长期忽视（Severe Deprivation and Chronic Neglect）

##### 定义和原因
严重剥夺与长期忽视是指儿童在早期发展阶段缺乏基本的物质、感官、情感和社会刺激，以及缺乏稳定的依恋关系。这种情况通常发生在贫困、疾病、暴力、毒品等因素导致父母无法或不愿照顾儿童的家庭，或者发生在资源匮乏、人员不足、管理混乱的机构环境中。

##### 影响和后果
这种忽视会对儿童的身体、认知、情感、社会和行为发展造成严重的损害。儿童可能出现营养不良、生长迟缓、语言延迟、学习困难、注意力不集中、冲动行为、攻击性、进食障碍、自我伤害等问题。儿童也可能出现依恋障碍，表现为对陌生人过分亲近或过分回避，缺乏对主要照顾者的区分和依赖，缺乏对自己和他人的心理状态的理解和反思。儿童的这些问题可能持续到成年，影响他们的人际关系、职业发展和心理健康。

##### 恢复和干预
这种忽视的影响并非不可逆转，但需要及时和有效的干预。儿童需要从负面的环境中脱离，得到安全、稳定、关爱和刺激的抚养。儿童也需要得到专业的心理评估和治疗，以帮助他们调节情绪，建立自我认同，发展社会技能，处理创伤经历。儿童的新的照顾者需要得到培训和支持，以了解儿童的特殊需求，提供适当的教育和引导，建立积极的依恋关系。

## 案例

### 香港
- 陳瑞臨事件︰5歲女童陳瑞臨，與哥哥被生父繼母經連月虐打，右膝及左肩有大範圍潰瘍，肺部及腦膜等主要器官均受腸炎沙門氏菌感染，在2018年1月6日於屯門時代廣場寓所住所死於敗血症[12]。涉案的死者父母被判終身監禁，死者的祖母被判刑五年。

### 澳門
- 林素月虐兒案︰7歲女童黃慧瑩因兩個月沒有進食，活活被餓死。

### 台灣
- 邱小妹事件︰2005年，4歲女童邱小妹因午夜哭鬧，被父親於街上毆斃。同時災難應變指揮中心的指揮調度失當。
- 桃園楊梅刺青虐童案：2005年，張男照顧朋友三歲兒，僅因好玩，將孩童當作人皮燈籠練習刺青，導致男童針刑致死[13]。
- 宜蘭水泥封屍案：2006年11月，阿宏吸毒煩悶，在寒冷冬季脫去 4 歲女童衣物、毆打後倒頭就睡，睡醒女童已全身冰涼，以水泥封屍棄於山林[14]。
- 熱鍋燙嬰案︰2009年，女嬰黃湘惠因父母吵架，被父親擲進熱開水的鍋中洩憤，終被煮死。
- 餵毒虐童致死案︰2010年6月，陳男多次毆打同居人三歲女兒，常施以「趴拱橋」體罰，最後餵食毒品致死。
- 昊昊案：2011年11月，劉男和同夥以燒紅鐵釘燙昊昊腳底、以鐵鎚打鼻梁和四肢、尖嘴鉗拔指甲等，最後強迫灌食毒品導致男童中毒性休克身亡[15]。
- 肉圓家暴案：2020年1月，林男痛毆妻小，只因不滿兒子買的肉圓沒有加辣，就以啤酒罐攻擊男童導致其重傷，妻子上前勸阻，也慘遭拖行毆打[16]。
- 保母虐待女童（小桃子）案︰2022年11月，惡質保母毆打女童「小桃子」，女童顱內出血，搶救 24 天，回天乏術[17]。
- 台中謊報男童溺斃案：2023年6月，台中男多以衣架、電線狂揍六歲兒，因長期遭受凌虐導致橫紋肌溶解症，男童無法自行站立、最終將其溺斃，男子卻謊報兒子是泡澡溺水[18]。
- 生父酷刑凌虐男童案︰2023年10月，狠父陳男對男童做出「以水管插入肛門灌水、手捏生殖器」等惡劣行徑，男童最終內臟破裂身亡[19]。
- 保母虐待剴剴案︰2023年12月，因遭受寄養保母長期虐待，病重送醫後不治。
- 竹北健身教練虐童案：2024年，健身房教練將同事兩名兒女綁在樹上毆打、放狗撕咬及開車拖行導致撞傷，施暴長達兩個月導致其重傷[20]。
- 基隆家暴致死案：2025年，父親近來與妻子感情不睦，在家中喝酒，不滿妻子要跟他離婚，氣憤之餘以枕頭悶死兒子[21]。

### 中国大陆
- 颜艳红事件
- 红黄蓝事件（参见红黄蓝教育）

### 韩国
- 漆谷继母虐童致死案（朝鲜语：칠곡 계모 아동학대 사망 사건）：一对姐妹经常遭继母的殴打，后来妹妹被殴打致死，姐姐被迫替继母顶罪。该案件被改编为电影《小委托人》（或译《年輕委託人》）。[22][23][24][25]
- 16个月领养儿童虐待致死事件：嬰兒鄭仁Jungin（譯名，原名為정인）被養父母領養後懷疑遭受嚴重虐待最終死亡。[26][27][28]

### 日本
- 野田小4女兒虐待事件（日语：野田小4女児虐待事件）：除虐待外還有社工疏忽沒有發覺異狀、行政機關屈服家暴嫌疑人等，該事件案發後使安倍晉三強烈譴責此案。[29]

### 美國
- 特平案：教育制度缺失，教育部門和當地的學區未對他們進行審查等。[30]

### 英國
- 羅瑟勒姆性侵案：位於羅瑟勒姆，社會管理缺失，因當地政府知道疑犯是少數族裔後，擔心被指責種族歧視而不願跟進調查。直至問題嚴重後才被大眾知曉。[31][32]
- 其他類似性侵害團夥，有些更引起政治爭議。

### 其他
- 天主教會性侵害案例：天主教一部分神職人員利用權勢，性騷、性侵孩童。並被改編成包含獲得奧斯卡獎項的《驚爆焦點》、《感謝上帝》在內的影視作品。
- 類似的性侵醜聞等。

## 原因

### 法律缺失
在中华人民共和国大陆地区因《未成年人保护法》、《刑法》等对非家庭成员虐待儿童，没有明确规定，大多是引导性条款，在此情况下，随意殴打他人，情节恶劣的，一般以寻衅滋事罪定罪。另外，虐兒案判決中，常被法庭接受的求情理由，包括(i)強調對受害者的關愛（strategy of showing concern）; (ii)強調自己的無能為力（strategy of highlighting incapability）及(iii) 責任倒置（Inversion of responsibility)，也間接助長了虐兒風氣。

### 社會觀念
論者梁亦華指出，兒童受虐過程一般並非單一事件，而是受虐多時。社會對此未能及時反應的原因並非源於教師或社工未能「悉別」，而是悉別以後，相關者視家事為忌諱，不敢介入虐兒事件。
為保障虐兒案被告利益，香港特別行政區政府規定禁止任何人披露任何被控虐兒罪行人士的身份，否則即以藐視法庭罪論處。

### 家庭教育
梁亦華引述其他學者研究指出，繼父母擁有父母之權，但卻欠缺應有支援或家長培訓，令相關家庭成為虐兒案件的高危。

## 外部連結
- "Child abuse" - 搜索 Google 圖書
- "虐待兒童" - 搜索 Google 圖書
- Q&A「兒童保護」[永久] - 兒童福利聯盟文教基金會（台灣）
- （页面存档备份，存于） - 特輯「亂．愛」剖析虐兒個案（香港警務處）